# Сойер, Курт
Курт Сойер (англ. Kurt Sauer; род. 16 января 1981, Сент-Клауд, Миннесота, США) — профессиональный американский хоккеист, защитник. Завершил карьеру в 2009 году из-за контузии головного мозга.

## Карьера
Курт Сойер начал свою карьеру в лиге Соединённых штатов в составе клуба «Норт Айова Хаскис». Следующие три сезона выступал в западной лиге за клуб «Спокан Чифс». На драфте НХЛ 2000 года был выбран в 3 раунде под общим 88 номером командой «Колорадо Эвеланш». 6 июня 2002 года как свободный агент подписал контракт с «Анахайм Майти Дакс», а 21 февраля 2004 года был обменян в «Колорадо Эвеланш» на Мартина Шкоулу. Сезон 2004/05 пропустил из-за локаута в НХЛ, с другими клубами подписывать контракт Сойер не стал. В сезоне 2005/06 провёл 4 встречи в фарм-клубе «Колорадо» — «Лоуэлл Лок Монстерс».
В 2008 году подписал контракт с «Финикс Койотис». Перед началом сезона 2009/10 в товарищеском матче против своёй бывшей команды «Анахайм Дакс» при ударе в борт получил травму. Это привело к повреждению нерва в шее, сотрясению мозга, повлекшую за собой контузию и ухудшению зрения. Однако Курт Сойер смог сыграть в этом сезоне 2 октября 2009 года в матче против «Лос-Анджелес Кингз», который в итоге стал последним в его карьере. Он продолжал проходить реабилитацию, но все ещё травмы давали о себе знать, в феврале перед Матчем звёзд НХЛ контракт с ним был расторгнут.

## Личная жизнь
У Курта Сойера есть братья Макл и Кент также бывшие профессиональные хоккеисты.

## Статистика
```
                                            --- Regular Season ---  ---- Playoffs ----
Season   Team                        Lge    GP    G    A  Pts  PIM  GP   G   A Pts PIM
--------------------------------------------------------------------------------------
1998-99  North Iowa Huskies          USHL   52    1    4    5   67  --  --  --  --  --
1999-00  Spokane Chiefs              WHL    71    3   12   15   48  15   2   1   3   8
2000-01  Spokane Chiefs              WHL    48    5   10   15   85   3   1   0   1   2
2001-02  Spokane Chiefs              WHL    61    4   19   23   73  11   0   3   3  12
2002-03  Anaheim Mighty Ducks        NHL    80    1    2    3   74  21   1   1   2   6
2003-04  Anaheim Mighty Ducks        NHL    55    1    4    5   32  --  --  --  --  --
2003-04  Colorado Avalanche          NHL    14    0    1    1   19   3   0   0   0   0
2005-06  Colorado Avalanche          NHL    37    1    4    5   24   9   0   0   0   4
2005-06  Lowell Lock Monsters        AHL     4    0    0    0    0  --  --  --  --  --
2006-07  Colorado Avalanche          NHL    48    0    6    6   24  --  --  --  --  --
2007-08  Colorado Avalanche          NHL    53    1    5    6   41  10   1   0   1   8
2008-09  Phoenix  Coyotes            NHL    68    1    6    7   36  --  --  --  --  --
2009-10  Phoenix  Coyotes            NHL     1    0    0    0    0  --  --  --  --  --
--------------------------------------------------------------------------------------
         NHL Totals                        203    3   11   14  163  33   1   1   2  10

```